# Tŕnie, Zvolen
Tŕnie este o comună slovacă, aflată în districtul Zvolen din regiunea Banská Bystrica. Localitatea se află la altitudinea de 516 m deasupra n.m., se întinde pe o suprafață de 12,29 km2 și în 2017 număra 423 de locuitori.

## Istoric
Localitatea Tŕnie este atestată documentar din 1393.

## Demografie
| An:                | 1994 | 2004   | 2014    | 2024   |
| ------------------ | ---- | ------ | ------- | ------ |
| Număr de persoane: | 347  | 362    | 417     | 427    |
| Diferență:         |      | +4,32% | +15,19% | +2,39% |

| An:                | 2023 | 2024   |
| ------------------ | ---- | ------ |
| Număr de persoane: | 429  | 427    |
| Diferență:         |      | −0,46% |